# Вийдинг, Юхан Паулович
Ю́хан Ви́йдинг (эст. Juhan Viiding), известен также под псевдонимом Юри Юди (эст. Jüri Üdi; 1 июня 1948, Таллин — 21 февраля 1995, Рапла) — эстонский поэт и актёр. Заслуженный деятель искусств Эстонской ССР (1980).

## Биография
Юхан Вийдинг родился 1 июня 1948 года в Таллине в семье Линды и Пауля Вийдинг. Пауль Вийдинг был известным в Эстонии поэтом, принадлежавшим к влиятельной группе под названием Arbujad (с эст. — «Вещуны»), состоявшей из восьми молодых поэтов, возникшей перед началом Второй мировой войны. Юхан был младшим из четырёх детей и единственным мальчиком среди трёх более старших сестёр — Ре́эт, А́нни и Ма́ри, неугомонным и не по годам умным ребёнком. С 1968 по 1972 год Вийдинг изучал театральное искусство и драматургию в Таллинской государственной консерватории.
В 1980 году подписал «Письмо сорока» — воззвание сорока эстонских интеллектуалов против политики русификации в Эстонской ССР.
Лауреат Литературной премии Эстонской ССР имени Юхана Смуула.
21 февраля 1995 года Юхан Вийдинг покончил жизнь самоубийством.

## Творчество

### Театр
После окончания консерватории в 1972 году Вийдинг работал в Эстонском драматическом театре.
За десять последних лет своей жизни участвовал в постановках многих спектаклей. Его любимыми драматургами были Сэмюэл Беккет, Эжен Ионеско. Сыграл множество ролей, среди которых роли Гамлета и Пер Гюнта. Его умение читать стихи стало легендой театра.
Написал пьесы («Olevused»), сценарий фильма («Nipernaadi»), а также выступал в качестве певца (в ансамбле «Amor-Trio» и других).
Работал в Эстонском драмтеатре до своей смерти.

### Поэзия
Юхан Вийдинг публиковал свои стихи до 1975 года под псевдонимом Юри Юди (эст. Jüri Üdi в переводе — Юрий Мозг) и был самым ярким талантом, появившимся в эстонской поэзии в 1970-х годах. В отличие от крупных поэтов предыдущего поколения (Руммо, Каплинский, Руннель), он никогда не писал прозы или критики.
Его поэзия оказывала влияние на многих в течение нескольких десятилетий. Свои первые стихи он опубликовал под именем Юри Юди, которое было не только литературным псевдонимом, но и alter ego поэта. Его стихи были многозначны и зачастую переменчивы. Он мог как сосредоточиться на общественных проблемах, так и легко шутить или поддразнивать читателя. Он был одним из тех поэтов, которые изменили мироощущение и стихотворные формы целого поколения эстонских поэтов.
Сборник «Närvitrükk» (с эст. — «Печать нерва») (вместе с Яаном Исотаммом, Йоэль Сангом и Тоомасом Лийвом) был издан в 1971 году в приложении к журналу Looming (с эст. — «Творчество») — Loomingu Raamatukogu (с эст. — «Библиотека Творчества»). В 1978 году под названием «Ma olin Jüri Üdi» (с эст. — «Я был Юри Юди») появился последний сборник, вышедший под псевдонимом Юри Юди и содержавший в своей последней части «стихи Юхана Вийдинга». В 1980 году уже под именем Юхан Вийдинг был издан сборник «Elulootus» (с эст. — «Надежда жизни»). В нём были следы поэтического стиля Юри Юди, что заметили многие читатели.
В 1995 году Вийдинг написал один из своих последних, самых известных русским читателям текстов (свободный стих):

Кто? Йохан. Что? Гулял. Когда? В январе 1995 года. Где? В центре Таллина. Увидел на каменной стене предвыборную листовку, в которой стояло: «Эстония — эстонцам!». Йохан вздрогнул, замер на месте, уставившись в одну точку, и почувствовал, что теряет сознание или равновесие или и то, и другое. Было невозможно сориентироваться в вихре образов, Йохан утратил чувство времени и места. (Он видел другие времена и места, давние, но здесь.) И буквально через долю секунды он почувствовал, что надо паковать чемоданы, если ещё успеет, и бежать. А в следующий момент он вспомнил, что сам принадлежит к нации, которая говорит на языке, на каком написаны и плакат на стене, и это письмо. Потом Йохан засомневался, принадлежит ли он к той нации, к которой до сих пор считал себя принадлежащим. Потом подумал он: «Если уйду я, куда денутся или уйдут Мария, Юри, Йоозеп, Ханна, Андрес, Михаил, Дебора, Корнилий, Анна и другие?» Он спросил. «Навстречу своей судьбе», — прозвучало в ответ.Оригинальный текст (эст.)
Kes? Johan. Mis? Jalutas. Millal? 1995. a jaanuaris. Kus? Tallinna südalinnas. Ja nägi kiviseinal valimiseelset müürilehte, millel seisis: “Eesti eestlastele!” Johan võpatas, tardus paigale, vaatas üksisilmi ja tundis, et kaotab teadvuse või tasakaalu või mõlemad. Kujutluspilditormis polnud võimalik orienteeruda, Johan kaotas aja- ja kohataju. (Ta nägi teisi aegu ja kohti, ammuseid – aga siin.) Ja siis, murdosasekundi möödudes tundis ta, et peab pakkima kohvri, kui veel jõuab, ja lahkuma. Järgmisel hetkel suutis ta meenutada, et kuulub ise samasse rahvusse, kes kõneleb keeles, milles silt seinal ja see kiri siin. Seejärel kahtles Johan, kas ta ikka kuulub rahvuse hulka, kelle sekka ta seni oli teadnud end kuuluvat. Edasi mõtles ta: kui mina lähen, kuhu jäävad või lähevad siis Maria, Jüri, Joosep, Hanna, Andres, Mihhail, Debora, Cornelius, Anna ja teised? Ta küsis. “Vastu oma saatusele” – vastati.
Дочь Юхана Вийдинга, Эло Вийдинг — тоже поэтесса.
Вошёл в составленный в 1999 году по результатам письменного и онлайн-голосования список 100 великих деятелей Эстонии XX века.

## Книги
- Närvitrükk (Печать нерва, 1971)
- Aastalaat (Ярмарка года, 1971)
- Detsember (Декабрь, 1971)
- Käekäik (Ход руки, 1973)
- Selges eesti keeles (Ясным эстонским языком, 1974)[7]
- Armastuskirjad (Любовные письма, 1975)
- Mina olin Jüri Üdi (Я был Юри Юди, 1978)
- Elulootus (Надежда жизни/Безбиографичность, 1980)[8]
- Tänan ja palun (Спасибо и пожалуйста, 1983)
- Спасибо и пожалуйста: Стихи. 1985[9]
- Osa (Часть, 1991)